# Cable Guy
Cable Guy (v anglickém originále The Cable Guy) je americká filmová komedie z roku 1996. Režisérem filmu je Ben Stiller, scénář napsal Lou Holtz mladší a hlavní role ztvárnili Jim Carrey a Matthew Broderick. Společnost Columbia Pictures film uvedla do amerických kin 14. června 1996, do českých kin přišel 5. září téhož roku díky společnosti Falcon.

## Děj
Steven Kovacs (Matthew Broderick) je úspěšný architekt, ale když požádal svou přítelkyni o ruku, emancipovaná Robin ho vykopla z bytu. Při zařizování nového bydlení se seznámí s excentrickým technikem od kabelovky Chipem Douglasem (Jim Carrey), který mu načerno zapojil několik programů. Osamělý Chip si však vzal do hlavy, že je Steven jeho nejlepší přítel. Nevybíravým způsobem se mu vloudil do života. Slušnému Stevenovi se nedaří jeho vlezlým způsobům odolávat, až pohár předeče a pořádně se naštve. Naplno oznámí Chipovi pravdu a považuje jejich zvláštní vztah za ukončený. Ne však Chip, který mu oznámí, že když nemůže být nejlepším přítelem, stane se Stevenovým úhlavním – a velmi vynalézavým – nepřítelem.

## Obsazení
| Jim Carrey        | Chip Douglas                    |
| Matthew Broderick | Steven M. Kovacs                |
| Leslie Mannová    | Robin Harrisová                 |
| Jack Black        | Rick                            |
| George Segal      | pan Kovacs, Stevenův otec       |
| Diane Baker       | paní Kovacsová, Stevenova matka |
| Ben Stiller       | Sam Sweet / Stan Sweet          |
| Eric Roberts      | sebe                            |
| Owen Wilson       | partner na rande                |
| Charles Napier    | policista                       |
| Janeane Garofalo  | servírka                        |

## Přijetí
Film s rozpočtem kolem 47 milionů dolarů během prvního víkendu v amerických kinech vydělal na tržbách 19,8 milionu dolarů, čímž obsadil první příčku v návštěvnosti a mezi premiérovanými snímky neměl konkurenci, ačkoli reprízovaná akční Skála Michaela Baye mu dýchala na záda s utrženými 18,5 miliony.
Recenzní agregátor Rotten Tomatoes mu na základě 57 recenzí udělil průměrné 54% hodnocení a jeho více než 470 tisíc uživatelů hodnotilo s ještě slabším výsledkem 51 %. Také mezi diváky na největších filmových databázích získal snímek spíše průměrné hodnocení (aktuální k 6. srpnu 2014):
- Česko-Slovenská filmová databáze 52 %
- Filmová databáze 57,4 %
- Internet Movie Database 6,0 z 10